# Гернсі (Айова)
Гернсі (англ. Guernsey) — місто (англ. city) в США, в окрузі Повешік штату Айова. Населення — 63 особи (2010).

## Географія
Гернсі розташоване за координатами 41°38′57″ пн. ш. 92°20′35″ зх. д. / 41.64917° пн. ш. 92.34306° зх. д. (41.649151, -92.343087).  За даними Бюро перепису населення США в 2010 році місто мало площу 0,48 км², уся площа — суходіл.

## Демографія
Згідно з переписом 2010 року, у місті мешкали 63 особи в 27 домогосподарствах у складі 18 родин. Густота населення становила 132 особи/км².  Було 32 помешкання (67/км²).
Расовий склад населення:
| - 100,0 % — білих |

До двох чи більше рас належало 0,0 %. Частка іспаномовних становила 3,2 % від усіх жителів.
За віковим діапазоном населення розподілялося таким чином: 23,8 % — особи молодші 18 років, 47,6 % — особи у віці 18—64 років, 28,6 % — особи у віці 65 років та старші. Медіана віку мешканця становила 43,8 року. На 100 осіб жіночої статі у місті припадало 110,0 чоловіків;  на 100 жінок у віці від 18 років та старших — 118,2 чоловіків також старших 18 років.
Середній дохід на одне домашнє господарство  становив 47 990 доларів США (медіана — 39 583), а середній дохід на одну сім'ю — 59 876 доларів (медіана — 62 083). Медіана доходів становила 30 250 доларів для чоловіків та 38 750 доларів для жінок. За межею бідності перебувало 7,4 % осіб, у тому числі 12,5 % дітей у віці до 18 років та 0,0 % осіб у віці 65 років та старших.
Цивільне працевлаштоване населення становило 35 осіб. Основні галузі зайнятості: будівництво — 34,3 %, роздрібна торгівля — 11,4 %, освіта, охорона здоров'я та соціальна допомога — 11,4 %.